# 1942 في أستراليا
فيما يلي قوائم الأحداث التي وقعت خلال عام 1942 في أستراليا.

## أحداث
- 19 فبراير – قصف داروين

## سياسة

### تعيين في المنصب
- 1 يناير – جورج السادس ملك المملكة المتحدة عاهل أستراليا ‏.

## مواليد

### أبريل
- 29 أبريل – دونالد تشالمرز

### يونيو
- 6 يونيو – ساندرا مورغان سبّاحة أسترالية.

### يوليو
- 16 يوليو – مارغريت سميث كورت لاعبة كرة مضرب أسترالية.[1]

### أغسطس
- 16 أغسطس – ليزلي تيرنر باوري لاعبة كرة مضرب أسترالية.

## وفيات

### أغسطس
- 5 أغسطس – سيدني بريسي (مواليد 1877)[2]